# ESPN+
ESPN+는 월트 디즈니 컴퍼니(Walt Disney Company)의 합작 투자 회사인 ESPN과 협력하여 월트 디즈니 컴퍼니의 ESPN 사업부(지배 지분 80% 소유)와 허스트 커뮤니케이션(지배지분 나머지 20% 소유)이 소유한 미국에서 사용할 수 있는 미국의 OTT(over-the-top) 구독 비디오 스트리밍 서비스이다. 디즈니+, 훌루와 함께 미국 내 디즈니의 3대 주요 구독 스트리밍 브랜드 중 하나이며 현재 디즈니 스트리밍으로 알려진 디즈니 자회사 BAMTech의 기술을 사용하여 운영된다.
ESPN+는 ESPN 핵심 선형 네트워크에 대한 추가 기능으로 판매되며, 이전에는 ESPN+ 콘텐츠 중 일부가 ESPN3 및 ESPN 앱을 통해 케이블 가입자에게만 독점적으로 제공되었다. ESPN+에는 이러한 서비스에 대한 액세스가 포함되지 않는다. 이러한 서비스는 계속해서 TV 제공업체를 통해서만 제공되기 때문이다. 따라서 ESPN의 스포츠 권리 중 일부는 ESPN+에 전달되지 않는다.
ESPN+의 주요 콘텐츠에는 전투 스포츠(Ultimate Fighting Championship 및 Top Rank 복싱 보도 포함), 대학 스포츠, 하키(시즌당 75개의 독점 NHL 게임 및 모든 시장 외 게임 포함), 축구, 골프(PGA 투어 라이브 및 PGA 챔피언십 취재 포함), 테니스, 크리켓. BAMTech를 통해 운영되는 메이저 리그 야구의 시장 외 스포츠 패키지도 플랫폼을 통해 추가 기능으로 판매된다. 또한 이 서비스에는 아카이브 콘텐츠, ESPN 원본 다큐멘터리, ESPN.com의 프리미엄 콘텐츠에 대한 액세스 기능도 포함되어 있다.

## 같이 보기
- 디즈니+
- 훌루
- ABC (미국의 방송사)